# Estádio Manuel Murillo Toro
O Estádio Manuel Murillo Toro é um estádio localizado na cidade de Ibagué, na Colômbia.
Inaugurado em 20 de Julho de 1955, tem capacidade para 31.000 espectadores.
É a casa do Deportes Tolima, clube do Campeonato Colombiano de Futebol.
O nome do estádio é uma homenagem ao escritor e político colombiano Manuel Murillo Toro, que foi Presidente da República entre 1864 e 1866 e 1872 e 1874.

## Ligações Externas
- Worldstadiums.com